# Comillas
Comillas ist ein Municipio in der Autonomen Gemeinschaft Kantabrien im Norden Spaniens. Es liegt rund 40 km westlich von Santander. Neben dem Hauptort gehören die Dörfer La Rabia, Rioturbio, Rubárcena, Ruiseñada und Trasvía zur Gemeinde.

## Geschichte
Traditionell ist der Ort als „Stadt der Erzbischöfe“ bekannt. Lange Zeit waren Fischerei und Landwirtschaft von Bedeutung, in jüngster Zeit wurde jedoch der Primärsektor vom Tertiärsektor, also von Tourismus und Dienstleistungsgewerbe verdrängt. König Alfons XII. und viele Adlige aus Madrid, Barcelona, Sevilla und Bilbao verbrachten einen Teil ihrer Zeit bevorzugt in Orten wie Comillas.
Die Gemeinde war die erste Siedlung in Spanien mit elektrisch betriebener Straßenbeleuchtung. Deren Einrichtung wurde von der Familie der Márques de Comillas, insbesondere vom 2. Márques Claudio López Bru, vorangetrieben.

## Bevölkerungsentwicklung
| Jahr      | 1991  | 1996  | 2001  | 2004  | 2006  |
| --------- | ----- | ----- | ----- | ----- | ----- |
| Einwohner | 2.495 | 2.364 | 2.289 | 2.469 | 2.467 |

## Sehenswürdigkeiten

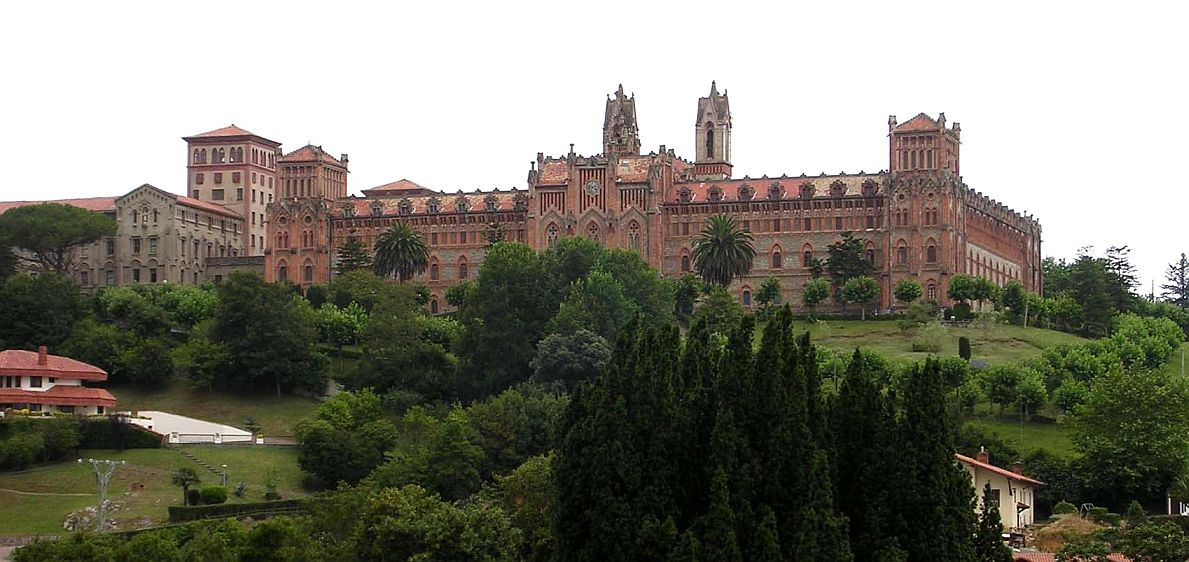
Päpstliche Universität
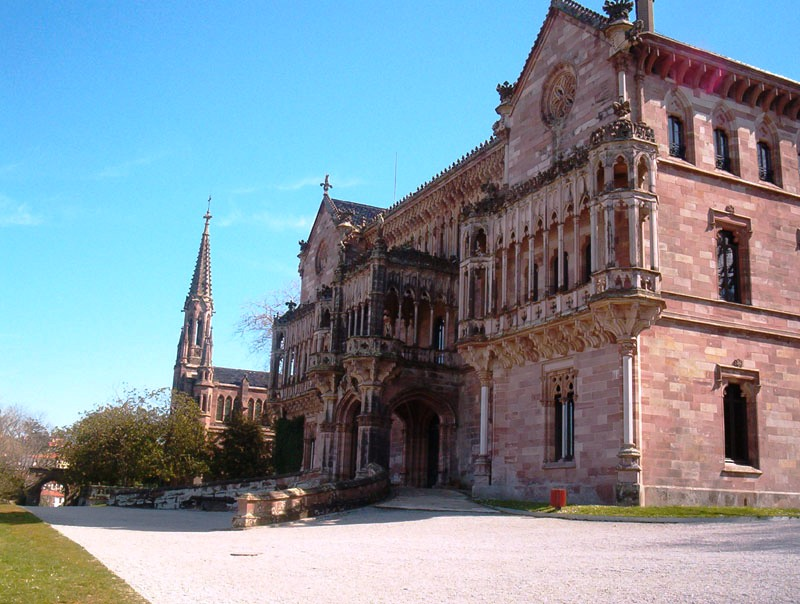
Palast und Panteón von Sobrellano
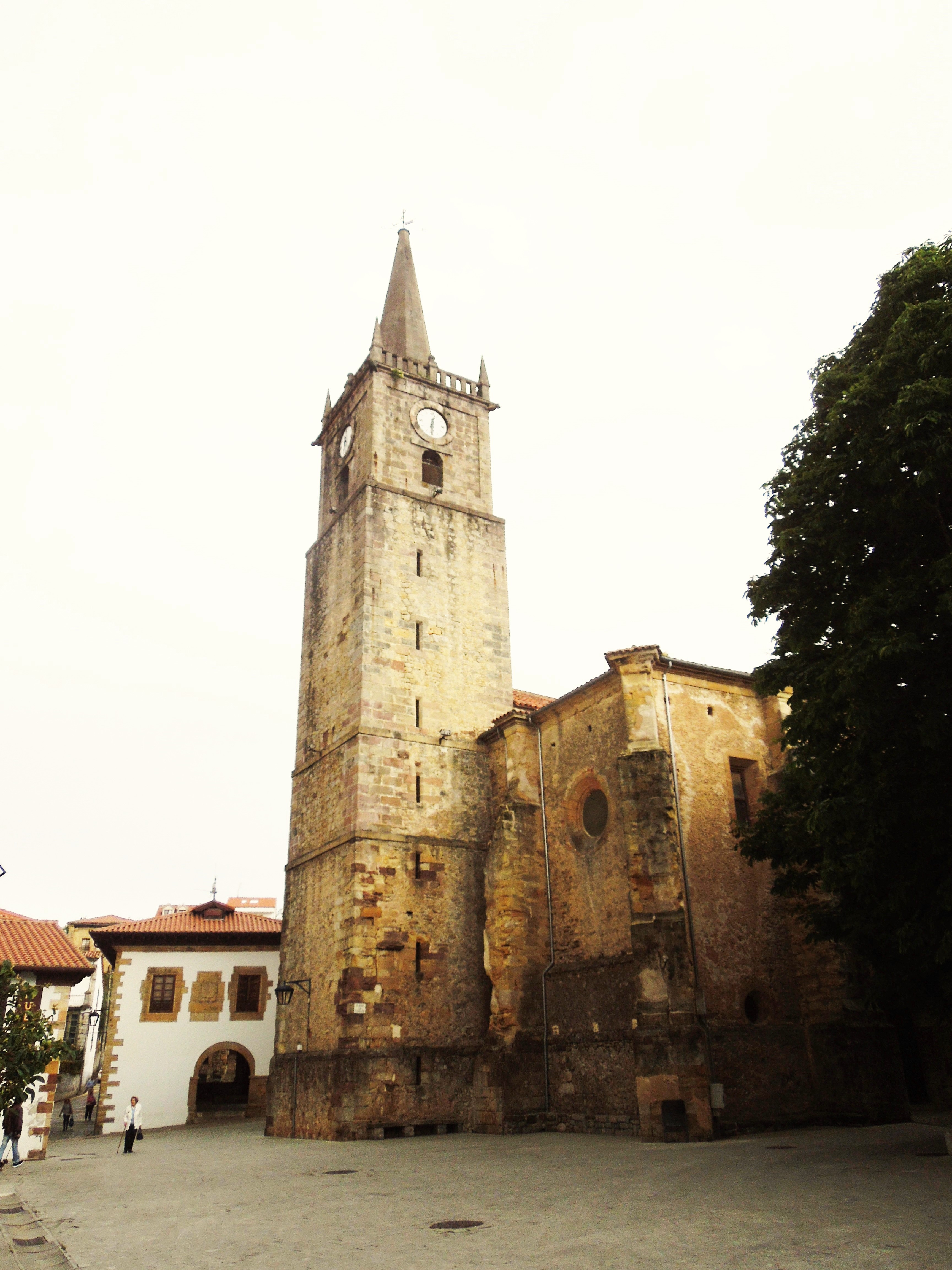
Pfarrkirche San Cristobal
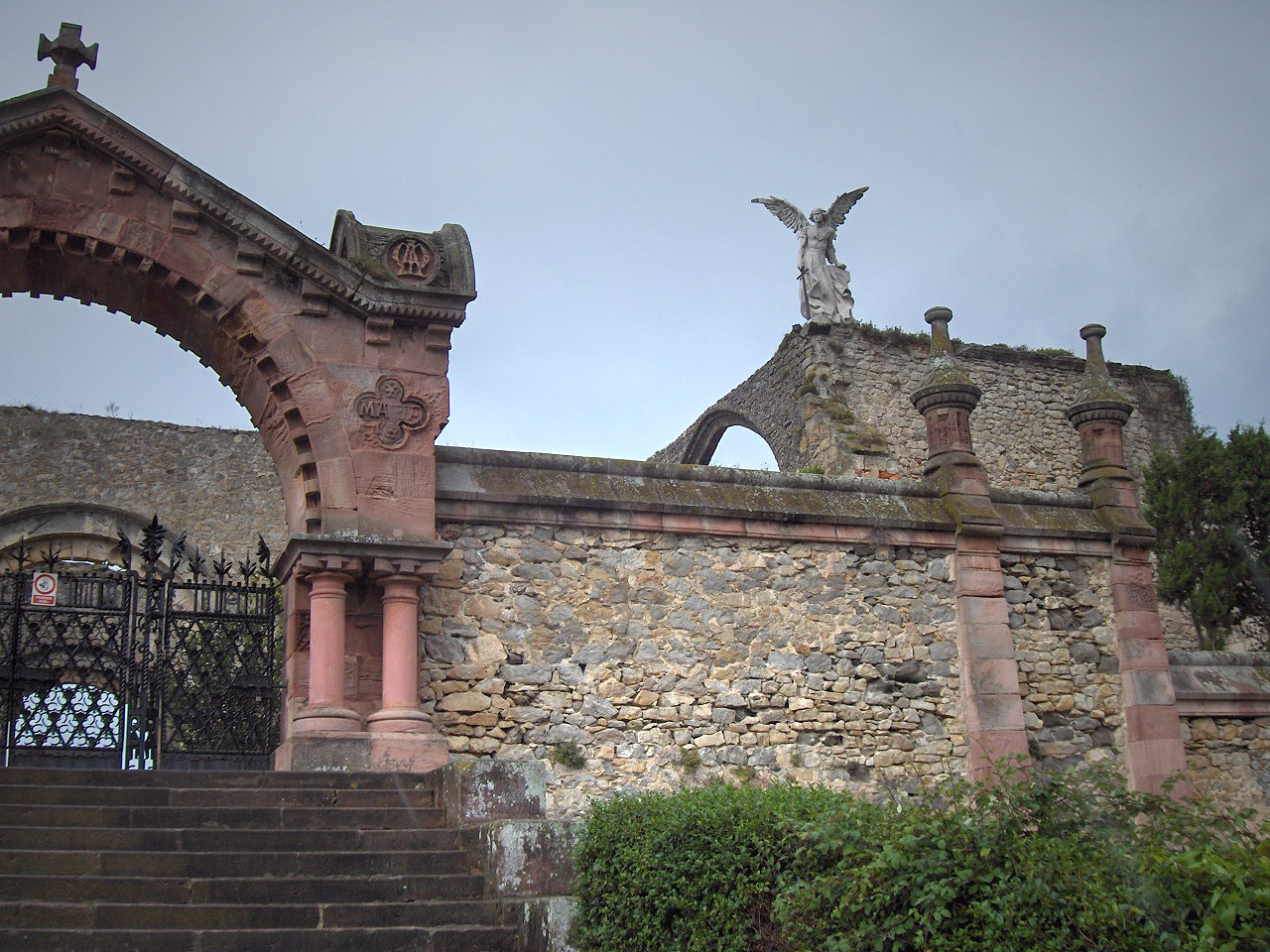
Friedhof mit Engelsstatue
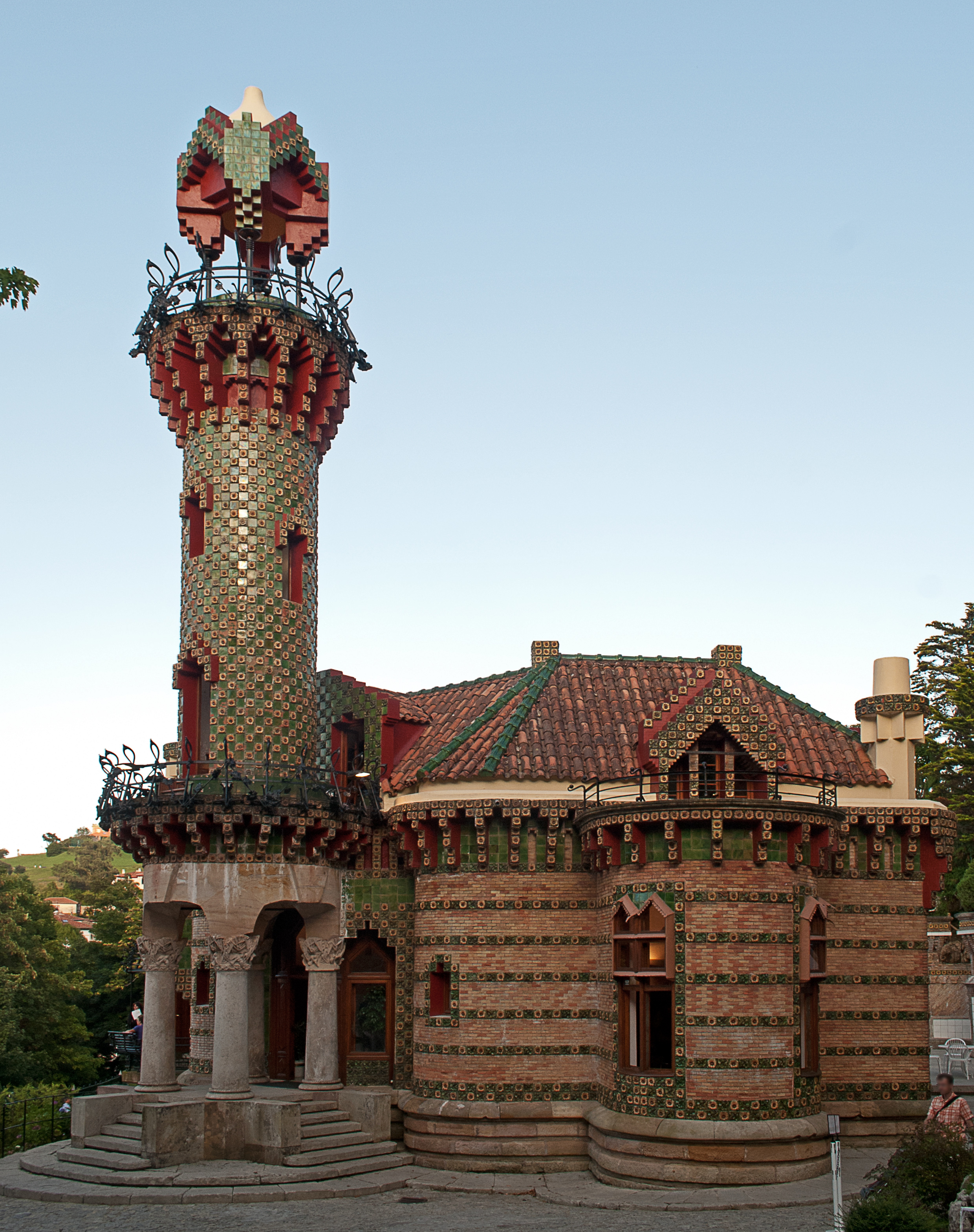
El Capricho (die Laune) von Antoni Gaudí

Comillas ist, vor allem aufgrund des Mäzenatentums des Claudio López Bru, reich an Architektur des späten Historismus und des frühen Modernisme.
Einige der herausragendsten Beispiele:
- Palacio de Sobrellano (errichtet 1878–1890 von Joan Martorell für den Márques de Comillas)
- Panteón de Sobranello (Kapelle direkt neben dem Palacio de Sobranello, errichtet 1881 ebenfalls von Martorell, die Einrichtung stammt von jungen Antoni Gaudí)
- Gebäude der Päpstlichen Universität Comillas (spanisch: Universidad Pontificia Comillas), 1883 begonnen von Martorell, fertiggestellt von Lluís Domènech i Montaner; Die Universität wurde von Claudio López Bru in Comillas gestiftet, der Hauptcampus befindet sich mittlerweile in Madrid.
- Villa Quijano, auch bekannt als "El Capricho" (errichtet 1883–1885 von Antoni Gaudí als Sommerlandhaus für einen vermögenden Geschäftsmann. Auffällig sind die Gestaltung des Gebäudes mit einer Vielzahl von Sonnenblumenmustern sowie der Minarett-ähnliche Eingangsturm)
- Der Friedhof (errichtet von Lluís Domènech i Montaner in den Ruinen einer Kirche)

Auf dem Gebiet des Municipios liegt auch der Eingang zur Höhle La Meaza. Sie befindet sich im Besitz der Regierung von Kantabrien. 1907 wurde die Höhle intensiv erkundet. Sie enthält Spuren von altsteinzeitlichen Begräbnisriten und andere Hinweise auf die Besiedlung der Gegend durch Kulturen des europäischen Spätpaläolithikums wie Azilien und Solutréen.

## Persönlichkeiten
- Die Initiative des Unternehmers Antonio Lopez y Lopez brachte den Ort um die Wende vom 19. zum 20. Jahrhunderts an die Spitze seines wirtschaftlichen und sozialen Wohlstands. Die Freundschaft Antonios zur spanischen Krone sowie sein finanzieller Einfluss verhalfen ihm 1882 zu dem Titel des 1. Márques de Comillas, der ihm von König Alfons XII. verliehen wurde.[2]
- Der katholische Geistliche Antonio de Hornedo Correa, der einen Großteil seines Lebens in Peru verbrachte, wurde im Jahre 1915 in Comillas geboren.
- Saturnino Fernández de Castro y de la Cotera (1827–1886), römisch-katholischer Geistlicher, Erzbischof von Burgos 1883–1886

## Partnerstadt
- Arignano im Piemont, Italien